# (473015) 2015 HV44
(473015) 2015 HV44 es un asteroide perteneciente al cinturón de asteroides, descubierto el 19 de abril de 1993 por el equipo del Spacewatch desde el Observatorio Nacional de Kitt Peak, Arizona, Estados Unidos.

## Designación y nombre
Designado provisionalmente como 2015 HV44.

## Características orbitales
2015 HV44 está situado a una distancia media del Sol de 2,379 ua, pudiendo alejarse hasta 2,759 ua y acercarse hasta 2,000 ua. Su excentricidad es 0,159 y la inclinación orbital 6,230 grados. Emplea 1340 días en completar una órbita alrededor del Sol.

## Características físicas
La magnitud absoluta de 2015 HV44 es 17,4.